# 波夫萊特修道院
波夫萊特修道院是位於西班牙加泰羅尼亞塔拉戈納省熙篤會的一座修道院。波夫萊特修道院是西班牙規模最大的修道院之一。修道院始建於1151年。在1835年之後，修道院曾一度陷入荒廢。1940年之後，進行了修復修道院的工作，修道士也回到了修道院。1991年，波夫萊特修道院被列入世界文化遺產。

## 图集

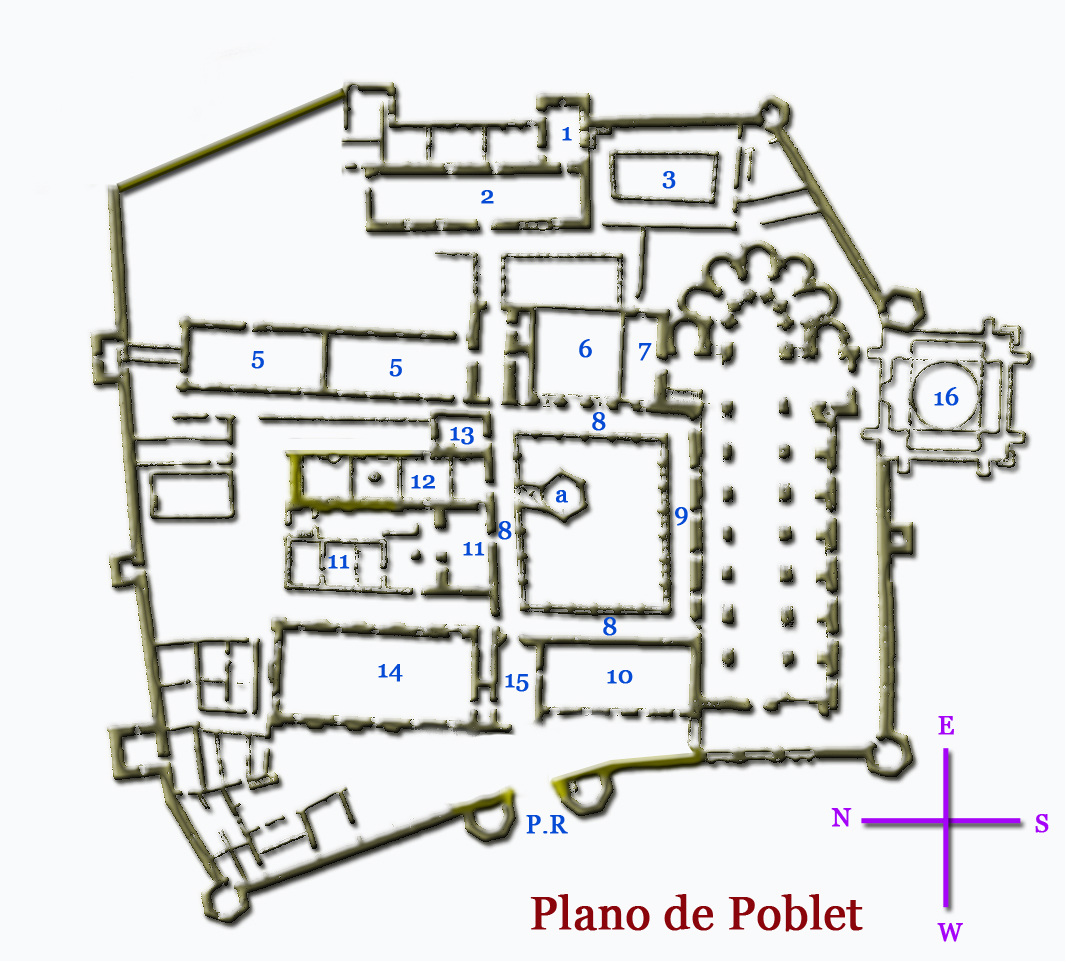
建筑平面图
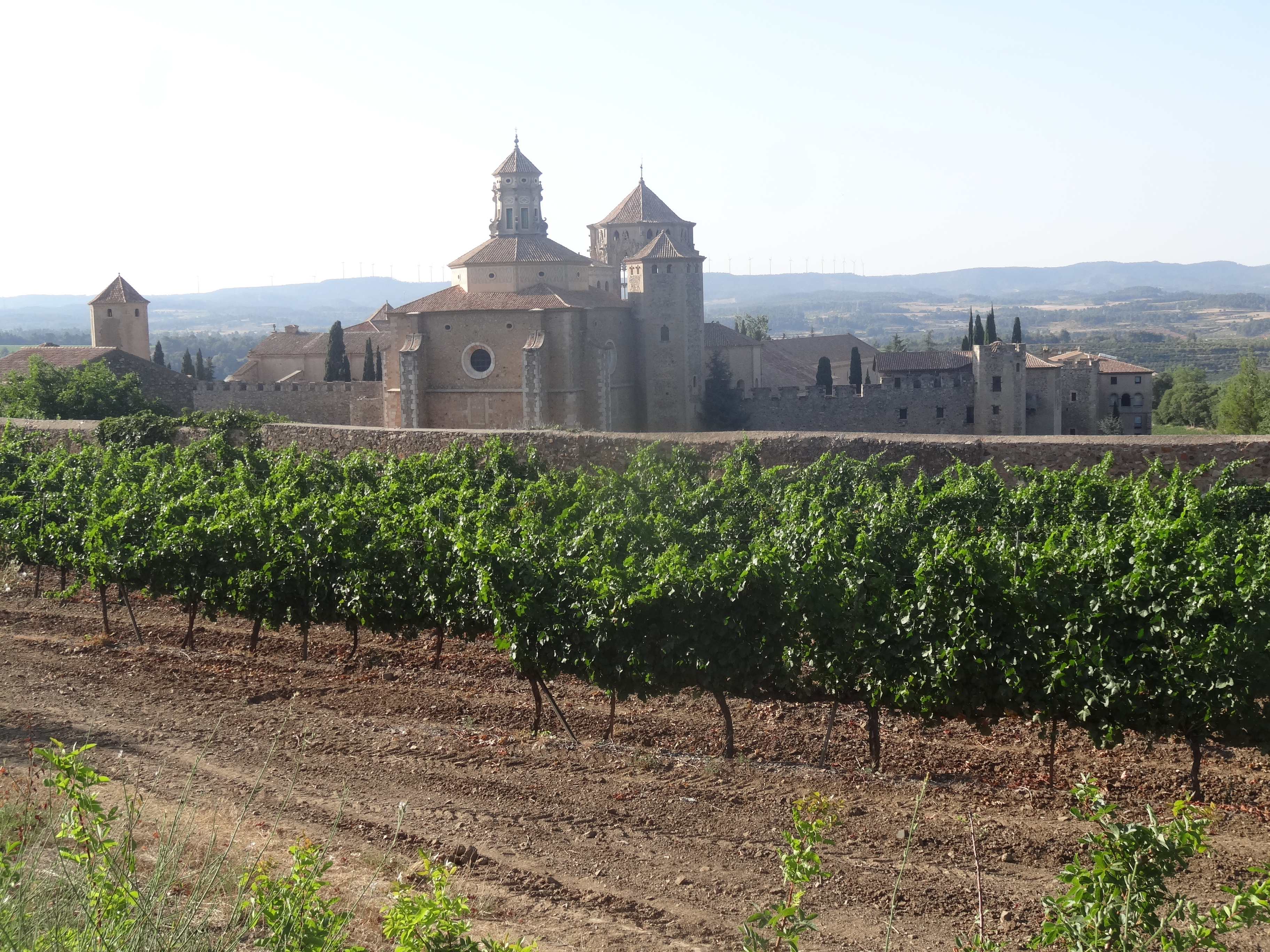
远景
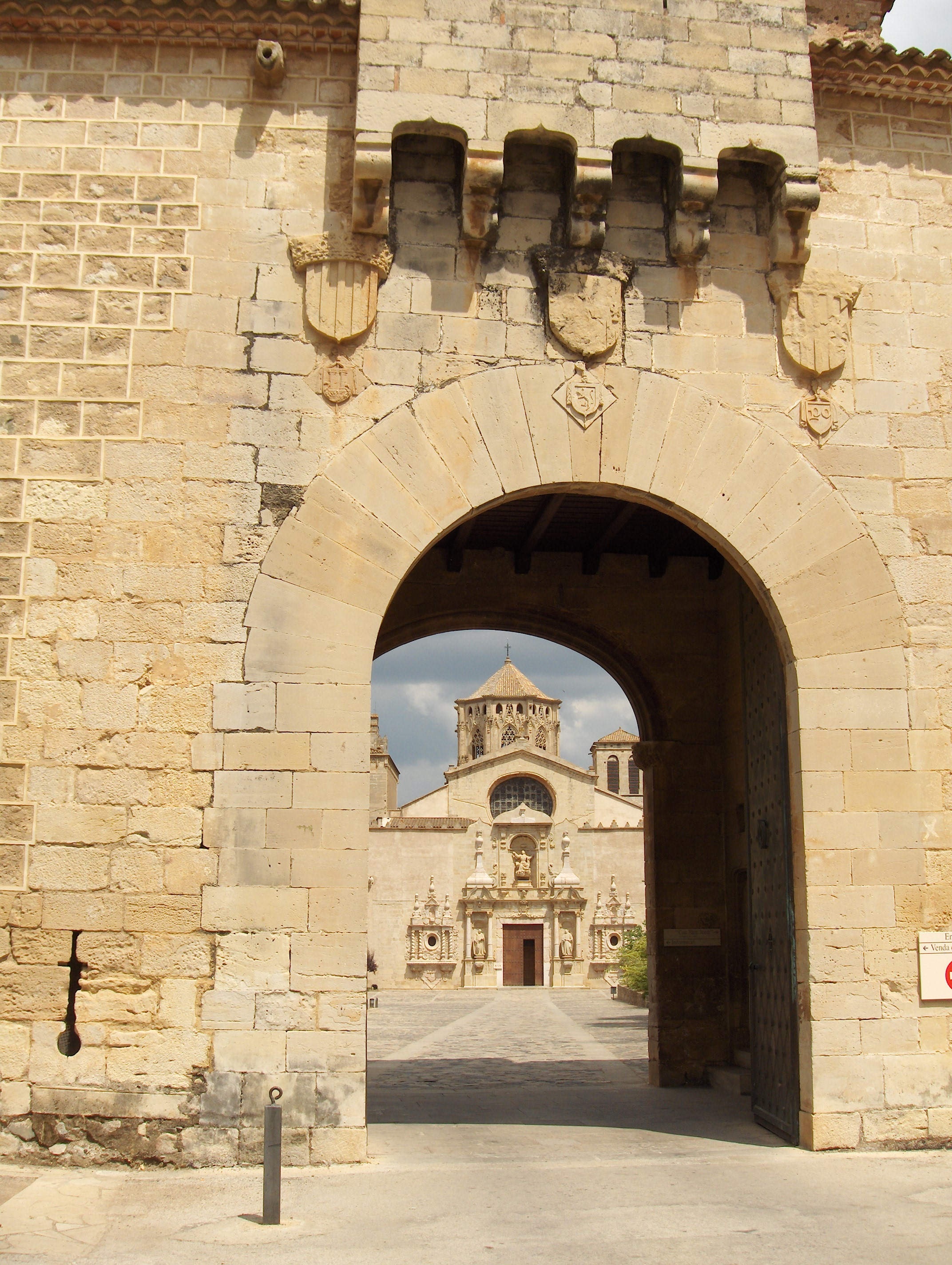
门
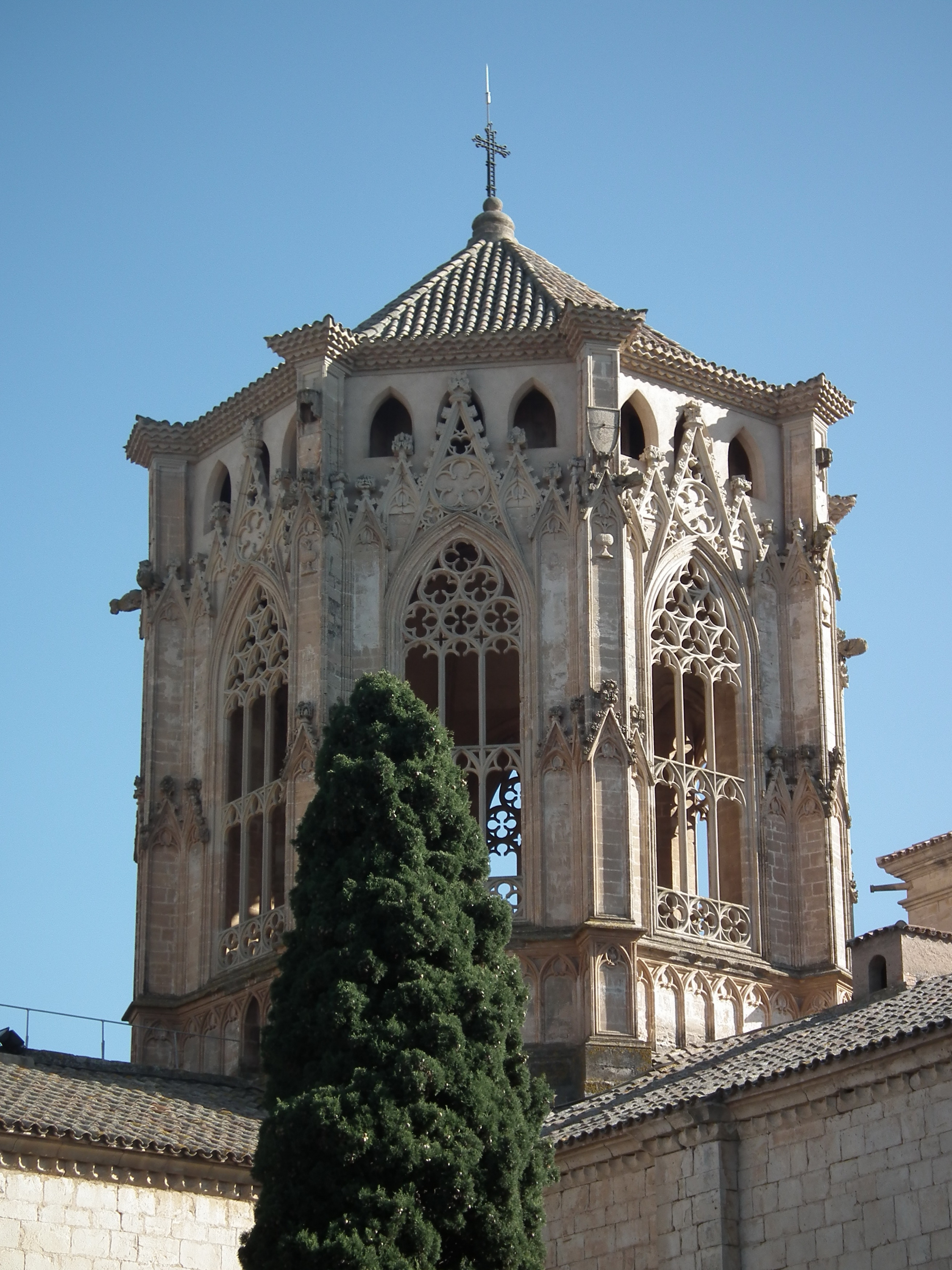
主钟楼
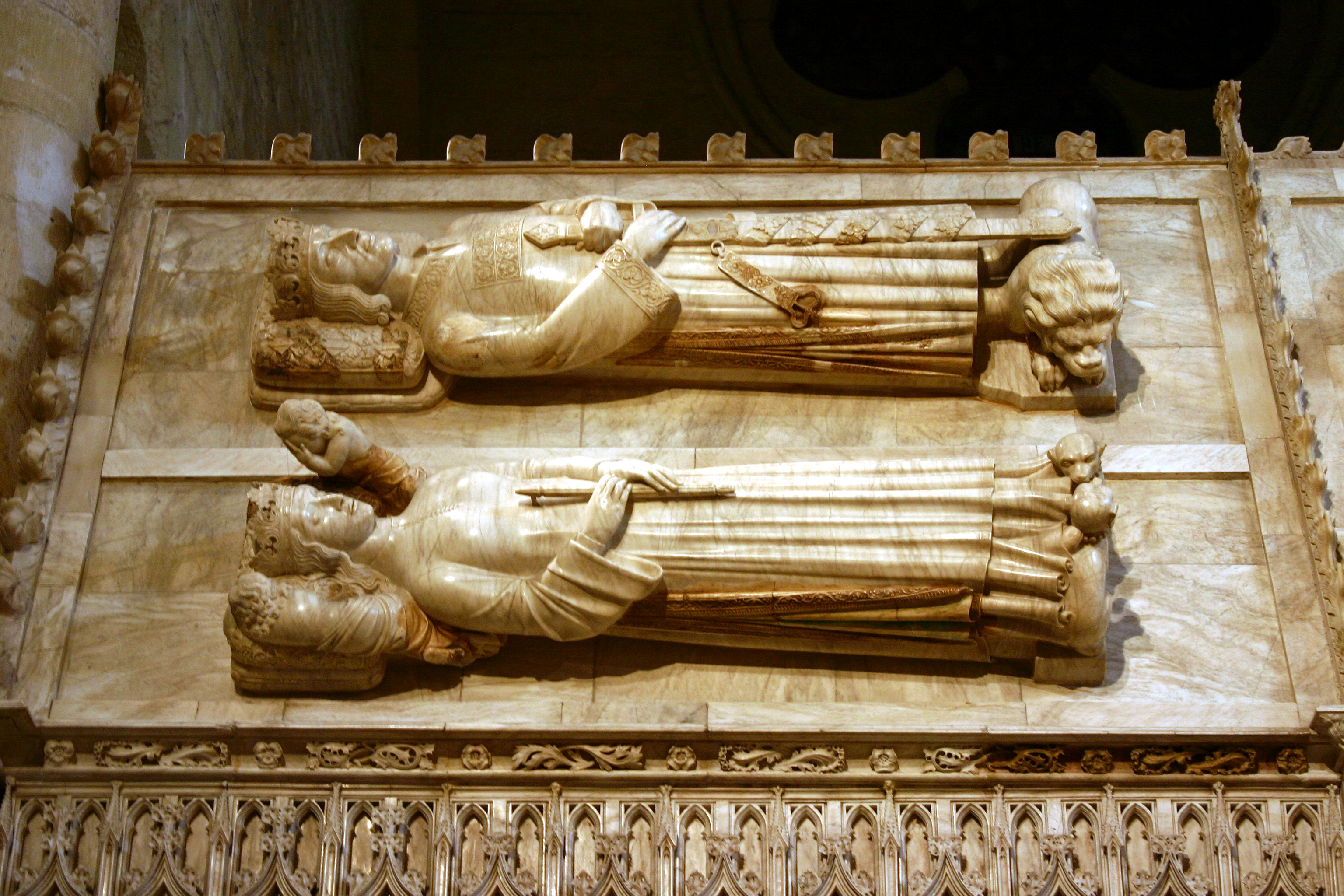
斐迪南一世之墓
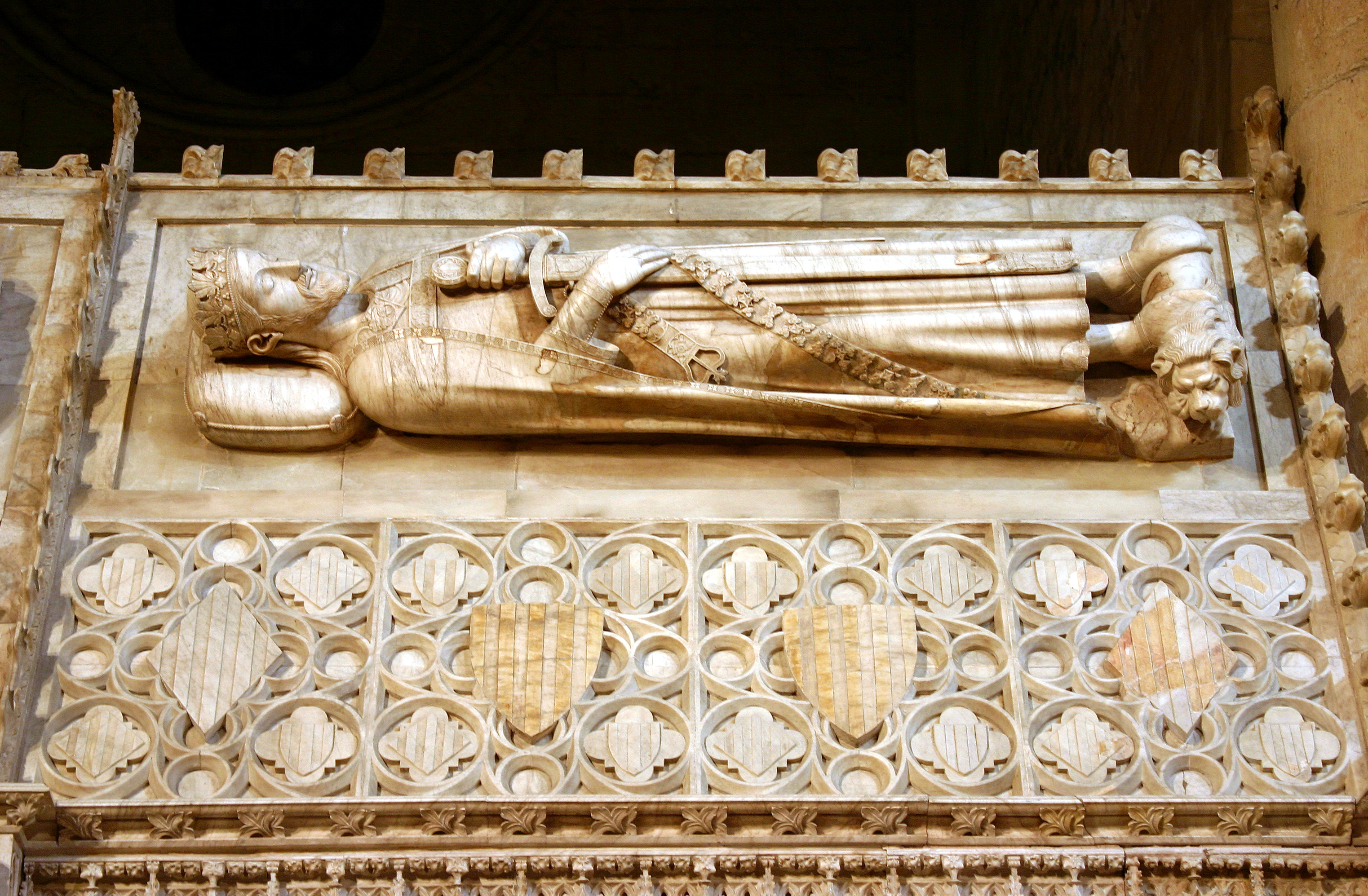
海梅一世之墓
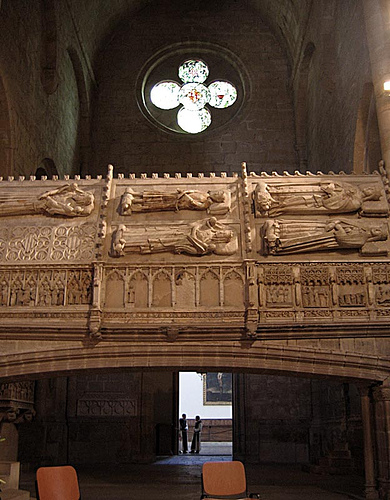
修复后的局部
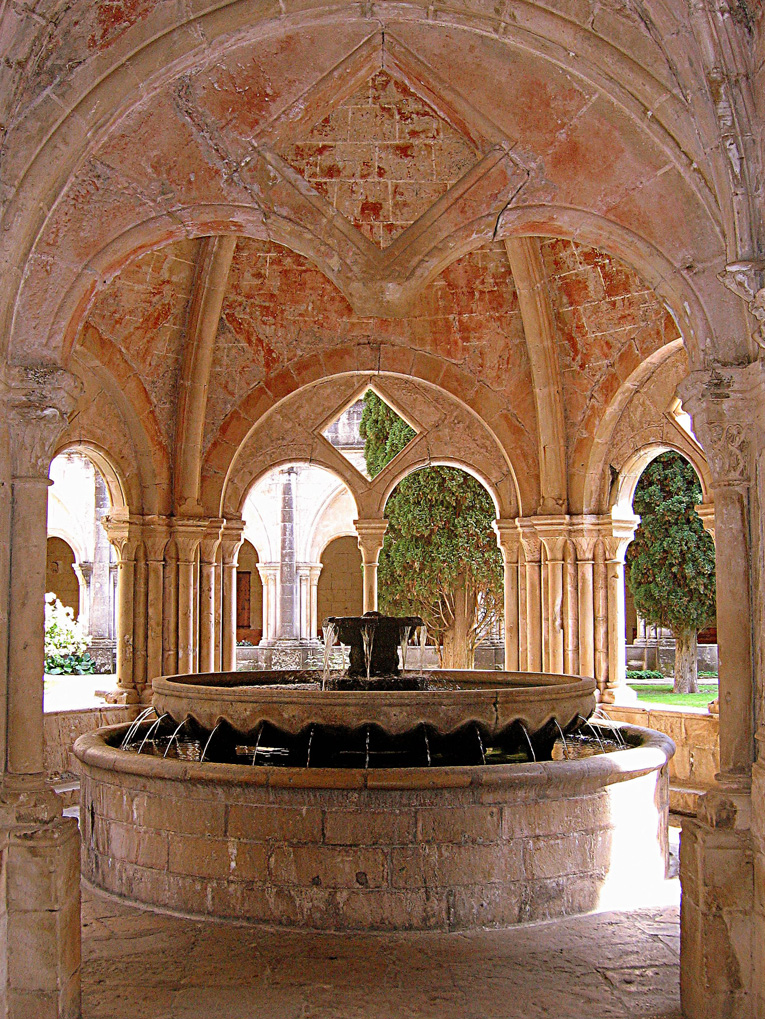
回廊
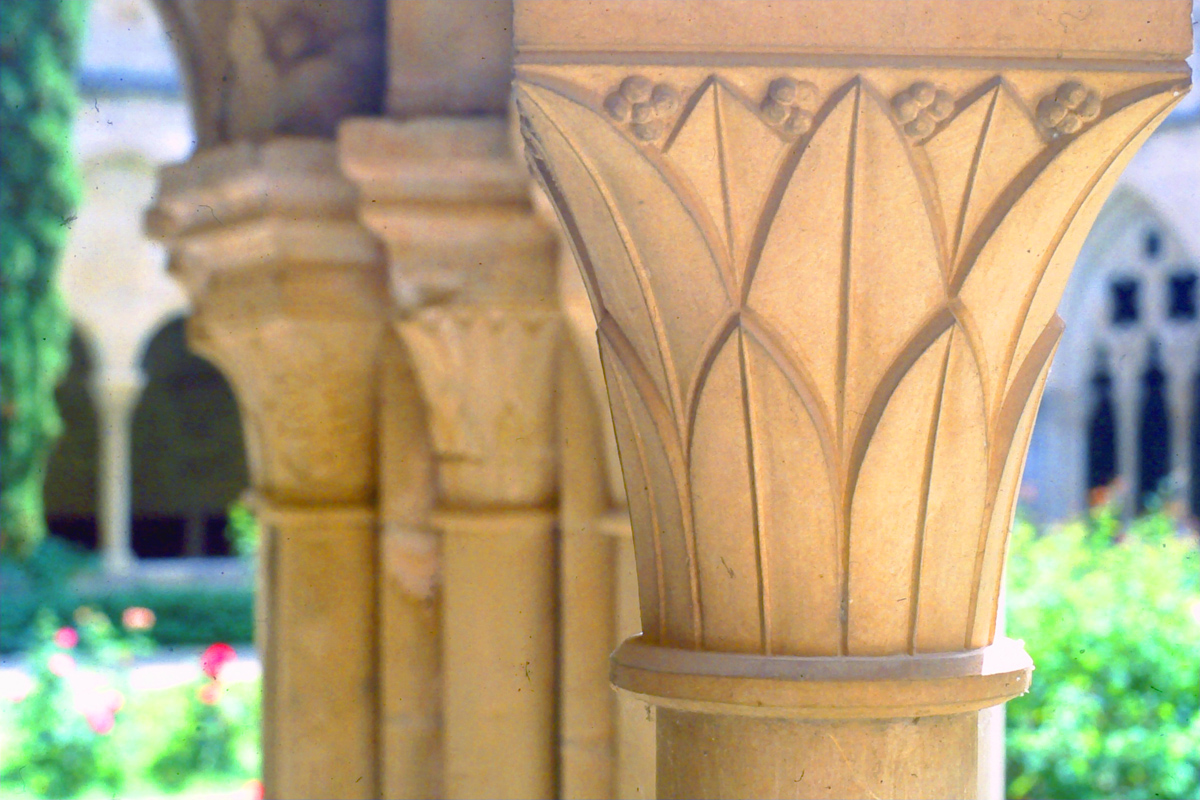
细节
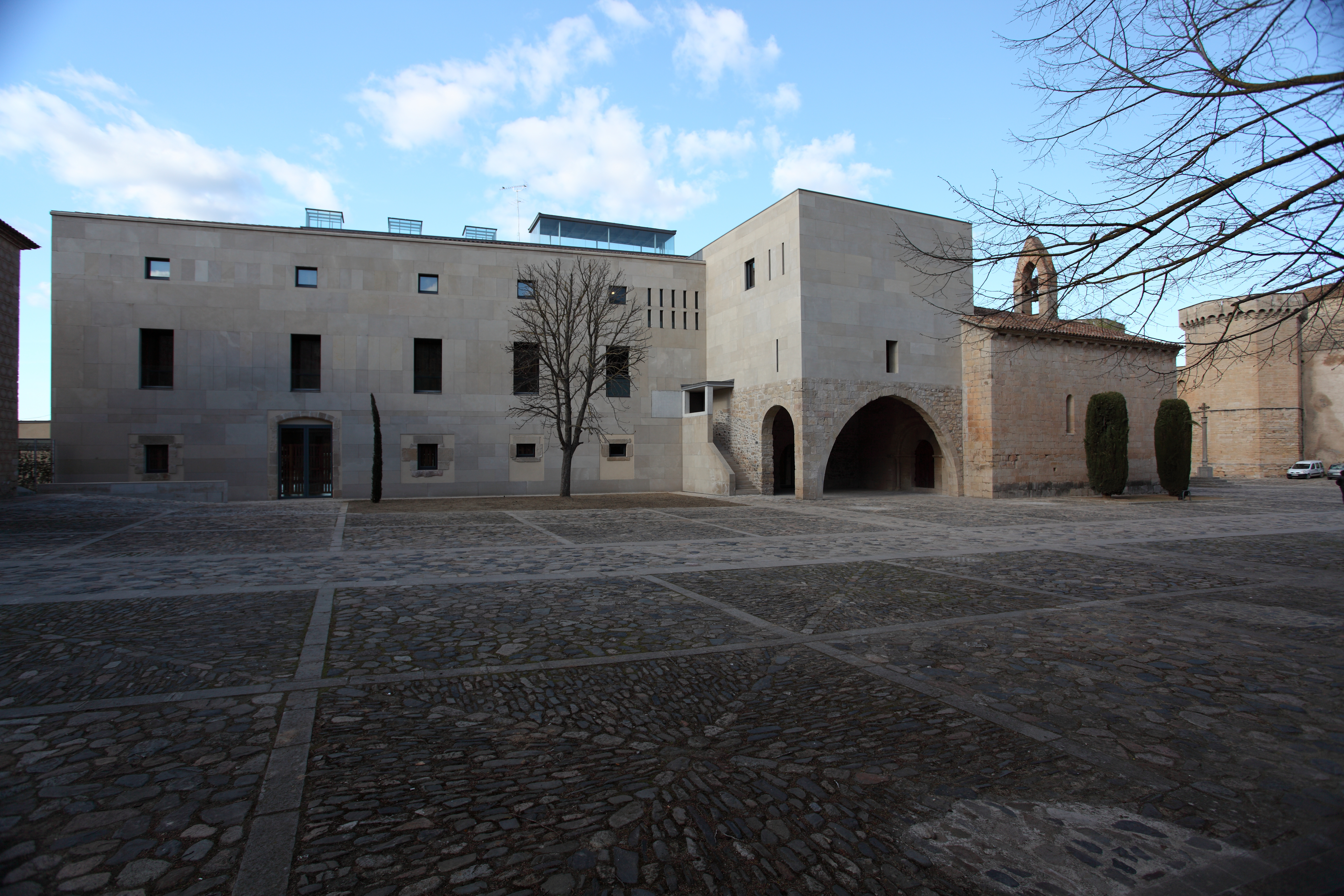
旅客接待楼

## 外部連結
- 官方网站 （页面存档备份，存于） （文） （西班牙文） （英文）
- 图片集
- 波夫萊特修道院 （页面存档备份，存于）（文）
- 更多照片